# U hájenky
U hájenky je přírodní rezervace poblíž obce Čáslavice v okrese Třebíč v nadmořské výšce 514–544 metrů. Oblast spravuje Krajský úřad Kraje Vysočina. Důvodem ochrany je zachování přirozených společenstev rostlin a živočichů v biotopu mokrých luk.

## Předmět ochrany
Rezervace je jednou z posledních zachovalých ukázek vlhkých až slatinných luk teplejších oblastí v jihovýchodní části Kraje Vysočina. V rezervaci se nachází mělké údolí s vlhkými až slatinnými loukami a prameništi podél Šebkovického potoka navazující na litorály Nového rybníka a táhnoucí se západním směrem v úzkém pásu proti proudu potoka. Kosené luční enklávy jsou přerušeny nálety olšiny. Olšový luh je v se nachází podél toku potoka. Tok potoka byl drobně regulován a oblast byla částečně zkulturněna. V oblasti jsou zachovány porosty vlhkých luk. 
Území se nachází ve fytogeografickém okresu 67 Českomoravská vrchovina a ve fytogeografickém obvodu Českomoravské mezofytikum.

## Flóra
Rezervace je jedním z posledních lokalit s vlhkými až rašelinnými loukami v teplejší jihovýchodní části Kraje Vysočina. Většina vlhkých až slatinných luk v těchto místech byla dříve zcela zdevastována odvodněním a intenzivním zemědělstvím, tato enkláva je tak výjimkou. Na louce se nachází pramenné vývěry. Na svazích a okraji nivy se nachází sušší typy trávníků. Lesní vegetace je zastoupená v potočním luhu podél toku Šebkovického potoka. Na sušších místech jsou drobné olšiny. V rezervaci se nachází např. kozlík dvoudomý (Valeriana dioica), starček potoční (Tephroseris crispa), suchopýr úzkolistý (Eriophorum angustifolium), prstnatec májový (Dactylorhiza majalis), ostřice obecná (Carex nigra), ostřice šedavá (Carex canescens) nebo rozrazil štíkovitý (Veronica scutellata). 
Objevují se v rezervaci i slatinné druhy jako ostřice latnatá (Carex paniculata), ostřice liščí (Carex vulpina), třezalka čtyřkřídlá (Hypericum tetrapterum) nebo pcháč šedý (Cirsium canum), nachází se zde i trávníky jako řepík lékařský (Agrimonia eupatoria) nebo svízel syřišťový (Galium verum). 
V lokalitě se nachází regionálně extrémně vzácný všivec bahenní (Pedicularis palustris) a ověření jeho existence na lokalitě v roce 2015 se považuje za úspěch projektu na obnovení. 
Na lokalitě byla nalezena regionálně významná bahnička jednoplevá (Eleocharis uniglumis). Dříve se na lokalitě vyskytovala i tolije bahenní (Parnassia palustris), ta však nebyla při posledních průzkumech pozorována.

## Fauna
V rezervaci se objevuje množství druhů např. vážky Coenagrion puella nebo Libellula depressa, nachází se tam i brouci jako mokřadní slunéčko (Coccidulla scutelata), dřepčík (Hipuriphila modeeri), stehenáč (Oedemera croceicollis), střevlíci (Bradycellus caucasicus, Bembidion bruxellense, B. articulatum) či střevlík velkokřižný (Panagaeus cruxmajor). V oblasti bylo nalezeno při průzkumu 265 druhů motýlů, jako např. makadlovka (Carpatolechia proximella), molovenka (Prochoreutis sehestediana), obaleč (Bactra furfurana), zavíječ (Catoptria margaritella, Cataclysta lemnata),  píďalka (Anticollix sparsata, Hydria undulata, Orthonama vittata, Epirrhoe rivata, Scopula immutata), lišejníkovec mokřadní (Thumatha senex), žlutavka bahenní (Macrochilo cribrumalis), kovolesklec západní (Plusia putnami), travařka nejmenší (Photedes minima), šedavka bahenní (Apamea unanimis), plavokřídlec pobřežní (Leucania obsoleta), ohniváček černočárný (Lycaena dispar). V olšinách u potoka se nachází drobníček (Bohemannia quadrimaculella), klíněnka (Phyllonorycter froelichiella), krásněnka olšová (Stathmopoda pedella) a obaleč (Epinotia tenerana). V oblasti se nachází i společenstvo teplomilných druhů jako drsnohřbetka (Oegoconia deauratella, Blastobasis huemeri), krásněnka (Batia internella), pernatuška (Gillmeria ochrodactyla), obaleč (Isotrias rectifasciana, Epiblema graphana), píďalka (Idaea deversaria), hřbetozubec nepravý (Gluphisia crenata), drubnuška ostružníková (Meganola albula), travařka žlutavá (Photedes extrema), osenice západní (Noctua interjecta) a ohrožený lišaj pryšcový (Hyles euphorbiae). V lesní vegetaci se nachází lišejníkovec čtveroskvrnný (Lithosia quadra). 
V nově vytvořených tůních v roce 2015 byly nalezeny skokani krátkonozí (Pelophylax lessonae) a pulci ropuchy obecné (Bufo bufo). V rezervaci byla pozorována ještěrka živorodá (Zootoca vivipara). Celkem bylo v rezervaci pozorováno 55 druhů ptáků, např. ledňáček říční (Alcedo atthis), sluka lesní (Scolopax rusticola), čáp bílý (Ciconia ciconia), kachna divoká (Anas platyrhynchos). V olšinách se objevuje strakapoud prostřední (Dendrocopos medius), strakapoud malý (Dendrocopos minor), strakapoud velký (Dendrocopos major), žluna zelená (Picus viridis), v další lesní vegetací se objevuje datel černý (Dryocopus martius) nebo puštík obecný (Strix aluco). V rezervaci byly pozorovány i další druhy, jako např. hrdlička divoká (Streptopelia turtur), kukačka obecná (Cuculus canorus), ťuhýk obecný (Lanius collurio), pěnice hnědokřídlá (Sylvia communis), dlask tlustozobý (Coccothraustes coccothraustes), zvonohlík zahradní (Serinus serinus), cvrčilka říční (Locustella fluviatilis), rákosník zpěvný (Acrocephalus palustris), pěvuška modrá (Prunella modularis), hýl obecný (Pyrhula pyrhula), čížek lesní (Carduelis spinus), krkavec velký (Corvus corax). Vzácně se objevil i dudek chocholatý (Upupa epops).

## Geologie
Geologické podloží lokality je tvořeno metamorfity. V dolní nivě je horninové podloží překryto nivními naplavenými sedimenty.

## Hydrologie
Rezervace se nachází v horní části toku Šebkovického potoka, který je pravobřežním přítokem horního toku řeky Rokytné, je v povodí řeky Jihlavy.